# Monoculodes nyei
Monoculodes nyei är en kräftdjursart som beskrevs av Robert Alan Shoemaker 1933. Monoculodes nyei ingår i släktet Monoculodes och familjen Oedicerotidae. Inga underarter finns listade i Catalogue of Life.